# Weingarten (Wurtemberg)
Pour les articles homonymes, voir Weingarten.
Weingarten  (ce qui signifie vignoble en français) est une ville de Bade-Wurtemberg dans le sud-ouest de l'Allemagne située en Souabe. Weingarten avait 23 875 habitants en 2010.
La ville est célèbre pour son abbaye bénédictine, l'abbaye de Weingarten, dont la basilique Saint-Martin (de) est un chef-d'œuvre de l'architecture baroque européenne.

## Histoire
| Appartenances historiques Archiduché d'Autriche 1473–1806 Royaume de Wurtemberg 1806–1918 République de Weimar 1918–1933 Reich allemand 1933–1945 Allemagne occupée 1945–1949 Allemagne 1949–présent |

## Événements
- Procession du Saint-Sang: cette procession est l'une des processions équestres les plus importantes du monde. Elle se déroule tous les ans le lendemain de l'Ascension.

## Personnalités liées à la commune
- Frédéric Barberousse (1122 - 1190), empereur du Saint-Empire
- Konrad Honold (1918 - 2007), peintre, restaurateur et héraldiste
- Ruth Wetzel-Steinwedel (*1948), juriste
- Guido Wolf (28 septembre 1961 à Weingarten) est un homme politique allemand membre de l'Union chrétienne-démocrate d'Allemagne (CDU)

## Jumelages
- Bron (France) depuis le 4 mai 1963 [1]
- Brest (Biélorussie) depuis 1989
- Grimma (Allemagne) depuis 1990
- Mantoue (Italie) depuis 1998